# 瓜查帕拉縣
瓜查帕拉縣（西班牙語：Cantón Guachapala），是厄瓜多爾的縣份，位於該國南部，由阿蘇艾省負責管轄，面積41平方公里，每年平均降雨量約500毫米，2001年人口3,125，人口密度每平方公里76.22人。